# Paradies, wo bist du?
Paradies, wo bist du? (Tradução para o português: "Paraíso, Onde Estás?", algumas vezes sem ponto de interrogação) foi a canção alemã no Festival Eurovisão da Canção 1965, interpretada em alemão por Ulla Wiesner.
A canção foi a quinta música da noite (seguindo Butch Moore da Irlanda com "Walking the Streets in the Rain" e antes de Udo Jürgens da Áustria com "Sag ihr, ich lass sie grüßen"). Ao fim da votação, obteve os temidos zero pontos, ficando em 15º (empatando em último lugar, com outros três paises: (Bélgica, Espanha e Finlândia) o  último lugar), entre 18 concorrentes.
A canção é uma balada dramática, com Wiesner se perguntando encontrou o paraíso como resultado de uma experiência romântica.
A canção que a seguiu como representante alemã no festival de 66, fora "Die Zieger der Uhr", interpretada por Margot Eskens.